# گوزن فریادکش مالابار
گوزن فریادکش مالابار (نام علمی: Muntiacus malabaricus) یک گونه گوزن فریادکش است که بومی هند و سریلانکا است.